# 惠迪島
惠迪島是愛爾蘭的島嶼，位於大西洋海域，由科克郡負責管轄，長5.5公里、寬2公里，面積4.17平方公里，最高點海拔高度50米，2011年人口僅20人。